# Ice Age 3: L'origen dels dinosaures
Ice Age 3: L'origen dels dinosaures (títol original en anglès: Ice Age: Dawn of the Dinosaurs) és la tercera part de la pel·lícula Ice Age: L'edat de gel. Va estrenar-se el 2009 i està animada amb 3D. Fou dirigida per Carlos Saldanha -el co-director de la primera i segon part- i produïda per la Fox. Aquesta pel·lícula ha estat doblada al català.

## Argument
La història comença amb Scrat, l'esquirol dents de sabre, caçant la seva gla en un precipici, quan es troba a Scratte, un esquirol prehistòrica femenina. Al principi s'enamora, però s'adona que també volia la seva gla. Després es veu a Manny amb aigua perquè suposadament el seu fill / a anava a néixer, demostrant la seva obsessió. Després d'una baralla amb l'esquirol, acaba llançant-la a un precipici, on vol rescatar-la. Però Scratte s'agafa de la gla i s'escapa amb ella (mostrant membranes com un esquirol voladora) mentre Scrat cau al precipici i sobre el cap de Sid. Manny Estan esperant el seu primer fill, i Manny està obsessionat amb fer la vida perfecta i segura per a la família, des de les seves primeres experiències com un marit i pare va sortir malament Quan la seva família va ser assassinada pels caçadors, ja que fins i tot havia construït un parc pel seu fill. Al mateix temps, Diego es troba incapaç d'atrapar a una envanida gasela en estar aguait. Després discuteix amb Manny perquè estava perdent el "toc" perquè no podia caçar bé, Diego decideixen sortir de la ramaderia, a la Creença que està perdent la seva naturalesa depredadora com un tigre. Sid creix gelós de Manny i Ellie i "adopta" a tres ous, Manny li diu que torni als ous, Mare dino, ous els van robar Sid, i torna aviat porta tant joves Sid i el seu subsòl, amb Diego en la seva persecució. Manny, Ellie, Crash i Eddie, així com seguir i descobrir que la caverna de gel porta una vasta jungla poblada per dinosaures que es pensava extinta. Buck ha estat vivint a la selva Durant Algun temps i està perseguint Rudy (un enorme Albí La Intenció de venjar L'ull que perdre-hi. Està d'Acord per portar el ramat un través de los Peligros de la Selva una renta Falls, on la mare ha pres Sid i els seus nadons. L'endemà, però, Sid se separa de la família i atacat per Rudy. La bandada i Diego baixen al món de dinosaures per salvar-lo, on coneixen Buck, una mostela. Ell els guia per tot el camí per trobar Sid Mentrestant, els fills de mare Dino s'ho fan perquè ella no es mengi Sid quan estan a punt d'arribar, a Ellie li arriba l'hora de donar a llum, però uns dinosaures intenten atacar.
Sid es cau en una llosa de pedra solta que està surant en un riu de lava i a punt de desplomar-se sobre les cataractes. Després d'acabar amb els dinosaures, Ellie dona a llum una femella que bategen com a Préssec. Rudy ataca la bandada, però mare Dino, com agraïment a Sid per cuidar als seus fills, l'ataca i el llança a un precipici. Buck s'adona que ja no tenia res més que fer i s'uneix a la manada. Sid s'acomiada dels seus fills adoptius i Mare Dino. Quan estaven a punt de sortir, se sent un rugit; Rudy seguia amb vida, i Buck es queda per caçar-lo. Quan estaven a punt de sortir, se sent un rugit; Rudy seguia amb vida, i Buck es queda per caçar-lo. Diego s'uneix a la manada de nou, i tot torna a la normalitat. Un nou integrant, que és Préssec. Préssec passava tot això, Scrat i Scratte segueixen lluitant per l'aglà fins que Scrat salva Scratte de caure a un llac de lava i s'enamoren, deixant de costat a la gla. Quan construeixen la seva llar, Scratte es torna molt manaire i Scrat torna amb la gla; Scrat i Scratte es barallen, fins que Scrat s'escapa el món de dinosaures amb l'aglà, però la gla li cau al món de dinosaures, perdent la gla i a la noia. A més, es veu una escena en la que es veu a Buck domant a Rudy.

## Música
La banda sonora de la pel·lícula la va compondre John Powell
| Núm.          | Títol                            | Durada |
| ------------- | -------------------------------- | ------ |
| 1.            | «Code Blue»                      | 1:44   |
| 2.            | «Pregnant»                       | 1:56   |
| 3.            | «Leaving the Herd»               | 1:50   |
| 4.            | «The Cavern»                     | 0:32   |
| 5.            | «Magic Eggs»                     | 0:13   |
| 6.            | «Egg Roll»                       | 2:08   |
| 7.            | «The Cliff»                      | 0:18   |
| 8.            | «Sid's Kids»                     | 1:36   |
| 9.            | «Nest»                           | 1:21   |
| 10.           | «Playground»                     | 1:33   |
| 11.           | «Scrat Finds Furry Love»         | 0:41   |
| 12.           | «Momma»                          | 3:38   |
| 13.           | «Entry to Lost World»            | 1:35   |
| 14.           | «Dinosaur Vista»                 | 0:33   |
| 15.           | «Meet Buck»                      | 2:59   |
| 16.           | «Flower of Death»                | 2:48   |
| 17.           | «Nose Job»                       | 1:34   |
| 18.           | «Trek»                           | 0:59   |
| 19.           | «Chasm of Death»                 | 0:21   |
| 20.           | «Big Smelly Crack»               | 3:09   |
| 21.           | «We Shall Raise Them Vegetarian» | 2:19   |
| 22.           | «Campfire Stories»               | 1:18   |
| 23.           | «Flashback»                      | 1:02   |
| 24.           | «Nite Nite»                      | 0:45   |
| 25.           | «You'll Never Tango»             | 0:47   |
| 26.           | «Herd Crossing»                  | 0:36   |
| 27.           | «Plates of Woe»                  | 3:57   |
| 28.           | «Battle Cry»                     | 0:16   |
| 29.           | «Buck's Theme»                   | 0:38   |
| 30.           | «Battles»                        | 4:04   |
| 31.           | «Over the Falls»                 | 0:13   |
| 32.           | «Rescues»                        | 3:33   |
| 33.           | «Alone Again (Naturally), song»  | 1:55   |
| Durada total: | Durada total:                    | 57:57  |

## Repartiment
| Actor                | Personatge   | Doblatge al català    |
| -------------------- | ------------ | --------------------- |
| Ray Romano           | Manny        | Ricky Coello          |
| John Leguizamo       | Sid          | Aleix Estadella       |
| Denis Leary          | Diego        | Joan Carles Gustems   |
| Seann William Scott: | Crash        | Roger Pera            |
| Josh Peck:           | Eddie        | Albert Trifol Segarra |
| Simon Pegg           | Buck         | Raúl Llorens          |
| Queen Latifah        | Ellie        | Sílvia Vilarrasa      |
| Chris Wedge          | Scrat        |                       |
| Karen Disher         | Scratte      |                       |
| Bill Hader           | Gazelle      |                       |
| Joey King            | Beaver Girl  |                       |
| Jane Lynch           | Diatryma Mom |                       |

## Versió en català
Totes les entregues de la pel·lícula d'animació s'han estrenat als cinemes en català. També han tingut la seva versió en català en DVD.

## La saga
- Ice Age: L'edat de gel (2002)
- Ice Age 2: El desglaç (2006)
- Ice Age 4: La formació dels continents (2012)